# Sang Xue
Sang Xue (chinesisch 桑 雪, Pinyin Sāng Xuě; * 17. Februar 1984 in Tianjin) ist eine ehemalige chinesische Wasserspringerin. Sie nahm einmal an Olympischen Spielen teil und gewann dabei eine Goldmedaille.
Xue nahm an den Olympischen Sommerspielen 2000 in Sydney teil. Sie startete im Einzel- und Synchronwettbewerb vom Zehn-Meter-Turm. Im Einzelwettbewerb erreichte sie hinter der Amerikanerin Laura Wilkinson, ihrer Landsfrau Li Na und der Kanadierin Anne Montminy den vierten Platz und verpasste somit knapp eine Medaille. Im Synchronwettbewerb startete sie zusammen mit Li Na. Die beiden konnten vor den Kanadierinnen Émilie Heymans und Anne Montminy und Rebecca Gilmore und Loudy Tourky aus Australien die Goldmedaille gewinnen. Bei den Schwimmweltmeisterschaften 2001 in Fukuoka gewann sie ebenfalls die Goldmedaille im Synchronspringen vom Turm.